# Sarah Sherman
Sarah Sherman, även känd som Sarah Squirm, född 7 mars 1993 i Long Island i New York, är en amerikansk komiker, skådespelare och manusförfattare. 
Shermans komik utmärker sig för att vara surrealistisk kroppsskräck. Sedan 2021 är hon en del av skådespelarensemblen i sketchprogrammet Saturday Night Live.
Sherman växte upp i en judisk familj i Long Island. Hon har en examen i teater från Northwestern University. När Sherman uppträder som ståuppkomiker använder hon sig ibland av artistnamnet Sarah Squirm. Hon har en utmärkande klädstil med starka färger och mycket mönster och har uppgett att hon ofta köper kläder från en affär som säljer professionella clownkläder.
Som skådespelare har hon bland annat medverkat i långfilmen You Are So Not Invited To My Bat Mitzvah och gjort en av rösterna i den animerade filmen Nimona.